# Resolutie 821 Veiligheidsraad Verenigde Naties
Resolutie 821 van de Veiligheidsraad van de Verenigde Naties werd op 28 april 1993 aangenomen door de VN-Veiligheidsraad. Behalve China en Rusland, die zich onthielden, stemden alle leden voor de resolutie.

## Achtergrond
In 1980 overleed de Joegoslavische leider Tito, die decennialang de bindende kracht was geweest tussen de zes deelstaten van het land. Na zijn dood kende het nationalisme een sterke opmars, en in 1991 verklaarden verschillende deelstaten zich onafhankelijk. Hierdoor ontstond een burgeroorlog met minderheden in de deelstaten die tegen onafhankelijkheid waren en met het Volksleger.

## Inhoud
De Veiligheidsraad:
- Bevestigt resolutie 713 en volgende.
- Beschouwt dat de voormalige Socialistische Federale Republiek Joegoslavië heeft opgehouden te bestaan.
- Herinnert aan resolutie 757, die stelde dat Servië en Montenegros aanspraak op Joegoslaviës VN-lidmaatschap niet algeheel aanvaard was.
- Herinnert aan resolutie 777, die besliste dat Servië en Montenegro een aanvraag voor lidmaatschap moest indienen.
- Herinnert verder aan resolutie 47/1 van de Algemene Vergadering die daarop hetzelfde besliste.
- Herinnert er verder aan dat ze de kwestie voor het einde van de 47e sessie van de Algemene Vergadering opnieuw zou overwegen.

1. Bevestigt dat Servië en Montenegro Joegoslaviës VN-lidmaatschap niet kunnen overnemen en beveelt de Algemene Vergadering daarom aan te beslissen dat het land niet mag deelnemen aan de Economische en Sociale Raad.
2. Besluit de kwestie opnieuw in beraad te nemen voor het einde van de 47e sessie van de Algemene Vergadering.

## Verwante resoluties
- Resolutie 819 Veiligheidsraad Verenigde Naties
- Resolutie 820 Veiligheidsraad Verenigde Naties
- Resolutie 824 Veiligheidsraad Verenigde Naties
- Resolutie 827 Veiligheidsraad Verenigde Naties

Lijst ·  800 ·  801 ·  802 ·  803 ·  804 ·  805 ·  806 ·  807 ·  808 ·  809 ·  810 ·  811 ·  812 ·  813 ·  814 ·  815 ·  816 ·  817 ·  818 ·  819 ·  820 ·  821 ·  822 ·  823 ·  824 ·  825 ·  826 ·  827 ·  828 ·  829 ·  830 ·  831 ·  832 ·  833 ·  834 ·  835 ·  836 ·  837 ·  838 ·  839 ·  840 ·  841 ·  842 ·  843 ·  844 ·  845 ·  846 ·  847 ·  848 ·  849 ·  850 ·  851 ·  852 ·  853 ·  854 ·  855 ·  856 ·  857 ·  858 ·  859 ·  860 ·  861 ·  862 ·  863 ·  864 ·  865 ·  866 ·  867 ·  868 ·  869 ·  870 ·  871 ·  872 ·  873 ·  874 ·  875 ·  876 ·  877 ·  878 ·  879 ·  880 ·  881 ·  882 ·  883 ·  884 ·  885 ·  886 ·  887 ·  888 ·  889 ·  890 ·  891 ·  892